# Hibbertia oblongata
Hibbertia oblongata är en tvåhjärtbladig växtart. Hibbertia oblongata ingår i släktet Hibbertia och familjen Dilleniaceae.

## Underarter
Arten delas in i följande underarter:
- H. o. brevifolia
- H. o. macrophylla
- H. o. megalanthera
- H. o. oblongata